# Dubecz Tamás
Dubecz Tamás (19. század) ferences rendi szerzetes, tanár.
Ferences rendi szerzetes és tanár volt Szabadkán.

## Munkái
- Genethliacon ubi Francisco primo caesari invicto… sacri natalis die pia cordis vota vovent scholae Maria Theresiopolitanae… Szegedini
- Főtiszt. Fejér György ő Nságának pásztori dalban foglaltatott alázatos üdvözlése. Uo. 1819
- Francisci gratia omnipotentis Dei fortis Austriae piique caesaris… Uo. 1821
- Ecloga exc. ill. ac rev. dno Petro Klobusiczky de eadem. ecclesiarum Coloczensis et Bacsiensis canonice unitarum miseratione divina sacro vereque pio archiepiscopo. Uo. 1822